# Wadeye
Wadeye (výslovnost vad-ajer) je malé město v Austrálii, v Severním teritoriu, asi 230 kilometrů jihozápadně od Darwinu (vzdušnou čarou). Dříve bylo známé pod názvem Port Keats. Leží na řece Fitzmaurice. V roce 2016 zde žilo přibližně 2 280 obyvatel, především domorodých Austrálců (Aboridžinců). V okolí se nachází ptačí rezervace. Je to šesté největší město Severního teritoria a největší domorodá komunita v Severním teritoriu.
Kromě angličtiny obyvatelé města používají několik domorodých austrálských jazyků, převážně jazyk murrinh-patha.

## Doprava
Město je velice odlehlé. Vede do něj jen prašná silnice, která je ale během deštivého období neprůjezdná. Ve městě se ale nachází malé letiště, které zajišťuje spojení s Darwinem.